# اسعد الشقیری
اسعد خلیل الشُقَیْری (۱۸۶۰  – فوريه ۱۹۴۰) عالم دینی و سیاستمدار عثمانی فلسطینی بود.از الازهر دانش‌آموخته شد. مفتی ارتش چهارم عثمانی در طول جنگ جهانی اول بود و قبل از آن، وی ریاست شورای حسابرسی شریعت را به دست گرفت. او یکی از افراد برجستهٔ حزب اتحاد و ترقی در امپراتوری عثمانی بود. از حامیان عثمانیان در برابر سرپرستی بریتانیا بود اما بعد او به صفوف مخالفت نشاشیبی‌ها پیوست و از برجسته‌ترین رهبران آن در فلسطین شمالی بود.

## زندگی و پیشه
او در سال ۱۸۶۰ در شهر عکا، ایالت صیدا، امپراتوری عثمانی، به دنیا آمد و تحصیلات ابتدایی خود را در آنجا گذراند. در سال ۱۸۷۵ به مصر رفت و به دروس مسجد الازهر در رواق شامی‌ها پیوست و مرتباً در حلقهٔ جمال‌الدین افغانی و حلقهٔ جانشین وی، محمد عبده حضور یافت.
وی پس از پایان تحصیلات خود در الازهر به عکا بازگشت و به عنوان قاضی دادگاه شرع در روستای شفا عمرو منصوب شد. در سال ۱۹۰۴ به عنوان قاضی تحقیق (مستنطق) به شهر لاذقیه منتقل شد. یک سال بعد به استانبول سفر کرد و در آنجا با شیخ ابوالهدی صیادی آشنا شد که او را به عنوان یکی از دبیران کتابخانهٔ سلطان عبدالحمید منصوب کرد. سپس به ریاست دادگاه تجدیدنظر شرعی در آدانا منصوب شد. در آنجا با زنی ترک ازدواج کرد که از او سه فرزند به دنیا آورد. او به استانبول رفت‌وآمد داشت و در آنجا با زن ترک دیگری ازدواج کرد که پسرش احمد الشقیری را به دنیا آورد. سلطان عبدالحمید در اثر فعالیت سیاسی و ارتباط با برخی از رهبران اصلاحات از جمله عبدالحمید الزهراوی، از او ترسید و به همین دلیل دستور دستگیری و تبعید او به قلعهٔ تبنین در جنوب لبنان را صادر کرد. مقامات عثمانی او را دستگیر و تبعید کردند. پس از اعلام قانون اساسی عثمانی در سال ۱۹۰۸، او آزاد شد، به عکا بازگشت و خود را نامزد مجلس نمایندگان عثمانی کرد، پیروز شد و به استانبول به عنوان نمایندهٔ عکا بازگشت. در استانبول روابط خود را با اعضای حزب اتحاد و ترقی مانند احمد جمال پاشا و انور پاشا تجدید کرد و به یکی از ارکان آن تبدیل شد. به همراه شکری الحسینی در افتتاح شعبهٔ این حزب در بیت‌المقدس و تبلیغ برای آن در سراسر فلسطین کمک کرد. اسعد الشقیری یکی از برجسته‌ترین حامیان اندیشهٔ اسلامی عثمانی قبل از جنگ جهانی اول شد که با اندیشه‌های انجمن تمرکززدایی و استقلال و جدایی‌خواهی از امپراتوری عثمانی مبارزه می‌کرد.
الشقیری بار دیگر در در سال ۱۹۱۲ به عنوان نماینده در مجلس سوم نمایندگان عثمانی انتخاب شد و تا سال ۱۹۱۴ در آن منصب ماند. در آن دوره، تمایل بسیاری برای دفاع از امپراتوری عثمانی از خود نشان داد. هنگامی که کنفرانس عمومی عرب در سال ۱۹۱۳ در پاریس برگزار شد، الشقیری در تأسیس یک حزب مخالف و حامی اندیشهٔ اسلامی شرکت کرد، او همچنین با هیئتی به نمایندگی از شام به استانبول سفر کرد تا وفاداری عرب‌ها به عثمانی را تأیید کند.
زمانی که جنگ جهانی اول اعلام شد، الشقیری به مفتی لشکر چهارم منصوب شد و یکی از نزدیکان به فرماندهٔ آن، جمال پاشا السفاح بود. در آن دوره، او ریاست هیئت اسلامی عرب را بر عهده داشت که در سال ۱۹۱۵ از دمشق به استانبول رفتند تا وفاداری مردم شام به امپراتوری عثمانی را اعلام کنند. در طول جنگ جهانی اول، نام او با اعدام عرب‌های آزادی‌خواه فعال در انجمن‌های ملی و میهنی گره خورده بود، زیرا متهم شده بود که برخی از این افراد را به جمال السفاح معرفی کرده بود. او این اتهام را رد و از خود دفاع کرد، همان‌طور که پسرش احمد الشقیری و شهادت گروهی از علمای دمشق که در خاطرات جمال پاشا برای اثبات بی گناهی او به ثبت رسیده بودند.
هنگامی که ارتش عثمانی از فلسطین خارج شد، اسعد الشقیری به شهر آدانا در ترکیه پناه برد و چند ماهی در کنار خانوادهٔ همسرش ماند تا اوضاع آرام شود. او به حیفا نقل مکان کرد و در آنجا مقامات بریتانیایی به دلیل روابط دوستانه‌اش با مقامات ترکیه-عثمانی، او را به زندان ابوقیر در نزدیکی اسکندریه، مصر، منتقل کردند. او به مدت ۱۴ ماه دستگیر شده بود و سال ۱۹۲۱ به عکا بازگشت. برای چند ماه حضور خود را به فرماندار نظامی بریتانیا اثبات می‌کرد و این امر تا استقرار حکومت مدنی سرپرستی بریتانیا باقی ماند. در عکا به وعظ و ارشاد پرداخت.
وقتی امین الحسینی ریاست مجلس اسلامی اعلا را بر عهده گرفت، الشقیری برای وی جایگاهی قائل نشد و به صفوف مخالفان پیوست. تا زمان سقوط امپراتوری عثمانی، او معتقد به عقاید اسلامی عثمانی بود و از آن دفاع می‌کرد و با جنبش ملی‌گرایی عرب مخالف بود. او چندین مقاله در روزنامه‌های گوناگون نوشت که مخالفت خود را با ناسیونالیسم عرب و سازمان‌های آن روشن می‌ساخت و تأکید کرد که در زمان امپراتوری عثمانی، عرب‌ها از حقوق برابری کامل برخوردار بودند.
پس از تأسیس جمهوری ترکیه، الشقیری روابط دوستانه‌ای با کمال آتاتورک برقرار کرد و پس از جایگزینی حروف عربی با حروف لاتین در زبان ترکی، جعبه‌هایی پر از کتاب‌های ارزشمند عربی کمیاب را به عنوان یادبود برای او فرستاد. پیوستن الشقیری به صفوف مخالفان تأثیر عمده‌ای در الجلیل و شمال فلسطین داشت، زیرا این بخش از فلسطین به یکی از قوی‌ترین سنگرهای مخالفان دو مجلس تبدیل شد و الشقیری از حزب ملی عربی و تشکل‌های انجمن‌های ملی اسلامی حمایت می‌کرد که مخالف کمیتهٔ اجرایی و مجلس اسلامی به ریاست آل حسینی بود.
در اواخر دههٔ بیست میلادی، مخالفان بین خود تقسیم شدند و اسعد الشقیری سهم زیادی در تأسیس حزب لیبرال (به عربی:حزب الأحرار) در سال ۱۹۳۰ داشت. وقتی امین الحسینی خواستار برگزاری کنفرانس عمومی اسلامی در دسامبر ۱۹۳۱ شد، مخالفان بار دیگر برای تحریم کنفرانس و مبارزه با آن متحد شدند. مخالفان خواستار برگزاری کنفرانس دیگری در همان سال شدند که آن را «کنفرانس امت اسلامی فلسطین» در جریان برگزاری کنفرانس عمومی اسلامی نامیدند. اسعد الشقیری و راغب النشاشیبی رهبران این کنفرانس بودند. مخالفان در دههٔ سی تشدید شدند و رهبران آن خواهان تأسیس حزب دفاع ملی در دسامبر ۱۹۳۴ گشتند. الشقیری در کنفرانس این حزب در یافا سخنرانی کرد و به رهبری ملی حمله کرد.
در روزهای انقلاب که در سال ۱۹۳۶ آغاز شد، پسرش دکتر انور ترور شد و الشقیری مدت زیادی پس از مرگ پسرش نگذراند. او در سن ۸۰ سالگی در فوریهٔ ۱۹۴۰ در زادگاهش درگذشت و در قبرستان شیخ مبارک به خاک سپرده شد. الشقیری یادداشت‌ها و خاطره‌های نوشته بود که به برادرش قاسم الشقیری دیکته کرده بود. اما آنها تجدید نظر نشدند و تا نبرد عکا در سال ۱۹۴۸ پس از تأسیس اسرائیل به شکل دست‌نوشته باقی ماندند، تا اینکه کتابخانهٔ الشقیری غارت شد و آن یادداشت‌ها نیز گم شدند.